# 99 (број)
99 је број, нумерал и име глифа који предтсавља тај број. 99 је природан број који се јавља после броја 98, а претходи броју 100.

## У математици
- збор кубова три узастопна природна броја: 99 = 23 + 33 + 43
- срећан број.[1]

## У науци
- Је атомски број ајнштајнијума

## У спорту
- Је рекордан број поена Радивоја Кораћа на кошаркашкој утакмици Купа Шампиона ОКК Београд-Алвик (Шведска)[2][3]

## Остало
- Је висина статуе Буде у метрима која се клеше у граду Нанчонг у Кини. Радови су започети 2005. године, а требало би да се заврше до 2020. године.[4]
- Претпоставља се да је до сада 99% живих бића на Земљи већ изумрло[5]